# (16783) Bychkov
(16783) Bychkov (1996 XY25) – planetoida z grupy pasa głównego asteroid okrążająca Słońce w ciągu 4,26 lat w średniej odległości 2,63 j.a. Odkryta 14 grudnia 1996 roku.